# Analiza termiczna różnicowa
Termiczna analiza różnicowa (DTA) – instrumentalna metoda analityczna oparta na rejestracji różnicy temperatur (∆T) między substancją badaną i substancją odniesienia względem czasu lub temperatury, jako dwóch próbek znajdujących się w identycznych warunkach w środowisku ogrzewanym lub chłodzonym w sposób kontrolowany.
Pomiaru różnicy temperatur (∆T) dokonuje się przy pomocy układu różnicowego termopar. Składa się on z dwóch termoelementów, jeden do pomiaru temperatury próbki badanej i drugi rejestrujący temperaturę próbki odniesienia. W urządzeniach DTA detektorami temperatury są zwykle termoelementy z metali szlachetnych, jako odporne na korozję chemiczną.